# دزيرجينسك
دزيرجينسك (بالروسية: Дзержинск) هي إحدى مدن روسيا في الكيان الفدرالي الروسي نيزني نوفغورود أوبلاست. مدينة (285000 نسمة، 1989)، على نهر اوكا. تشتهر بصناعتها الكيميائية والمنسوجات، وصناعة الأسلاك كانت تُعرف باسم تشرنورتش حتى 1919 ثم أطلق عليها رستيابينو حتى 1929 عندما تغير اسمها تخليدا لاسم فليكس دزرزهنكسي مؤسس الشرطة السرية السوفيتية.

## توأمة
لدزيرجينسك اتفاقيات توأمة مع كل من:
- بيترفلد-فولفن (1996 - )[8]
- غرودنو (سبتمبر 2005 - )[9]
- دروسكينينكي (2009 - )[10]
- زيلينودولسك (27 يونيو 2011 - )[11]

## أعلام
- رومان أنتونوف
- إيرينا فرونينا
- أوليغ ديريباسكا